# Kosovo, Vidin
Kosovo (în bulgară Косово, în română Cosova) este un sat în comuna Bregovo, regiunea Vidin,  Bulgaria. Localitatea a fost locuită compact de românii din Timocul bulgăresc.

## Demografie
Componența etnică a satului Kosovo
     Bulgari (97,54%)
     Nicio identificare (2,45%)
     Altele (0%)
La recensământul din 2011, populația satului Kosovo era de 367 locuitori. Din punct de vedere etnic, majoritatea locuitorilor (97,54%) erau bulgari. Pentru 2,45% din locuitori nu este cunoscută apartenența etnică.